# حريش رشيق
حريش رشيق (الاسم العلمي: Lithobius agilis) هو نوع من المفصليات يتبع جنس الحريش من الفصيلة الحريشية.